# Les Héros Pokémon
Les Héros Pokémon ou Pokémon 5 : Les héros au Québec (劇場版ポケットモンスター 水の都の護神 ラティアスとラティオス, Gekijōban Poketto Monsutā Mizu no miyako no mamorigami Ratiasu to Ratiosu, Litt. Pokémon le film : Les gardiens de la cité de l'eau : Latias et Latios) est un long métrage d'animation Pokémon.

## Synopsis
Sacha, Pikachu et leurs amis Pokémon tentent de mettre fin aux agissements de deux bandits qui se cachent à Alto Mare, une ville constituée d'eau. Se joignent à l'aventure deux nouveaux Pokémon, un frère et une sœur se nommant Latios et Latias.

## Fiche technique
- Réalisation : Kunihiko Yuyama
- Scénario : Hideki Sonoda
- Musique : coba, Shinji Miyazaki
- Studio d'animation : OLM, Inc. (Oriental Light and Magic)
- Durée : 71 minutes

## Distribution

### Voix Originales
- Rica Matsumoto : Satoshi
- Ikue Ōtani : Pikachu, Sanigo
- Mayumi Iizuka :Kasumi
- Yūji Ueda : Takeshi
- Inuko Inuyama : Nyarth
- Megumi Hayashibara : Musashi, Latias
- Shinichiro Miki : Kojiro, Nyorotono, Crobat
- Masashi Ebara : Latios
- Yumiko Shaku : Lyon
- Fumiko Orikasa : Kanon
- Chinami Nishimura : Sanigo, Waninoko
- Katsuyuki Konishi : Ptera
- Koichi Sakaguchi : Ariados
- Kōichi Yamadera : Rossi
- Mika Kanai : Eefi
- Rikako Aikawa : Butterfree
- Satomi Koorogi : Togepi, Waninoko
- Taichirou Hirokawa : Présentateur
- Uno Kanda : Zanna
- Yūji Ueda : Soonansu
- Yuzou Gucchi : Bongore

### Voix anglaise
- Veronica Taylor : Ash Ketchum
- Eric Stuart : Brock / James
- Rachael Lillis : Misty / Jessie
- Maddie Blaustein : Meowth
- Lisa Ortiz : Bianca / Oakley
- Megan Hollingshead : Annie
- Wayne Grayson : Lorenzo
- Kayzie Rogers : Wobbuffet
- Rodger Parsons : Narration

### Voix françaises
- Aurélien Ringelheim : Sacha
- Fanny Roy : Ondine
- Laurent Sao : Pierre
- Justine Berger : Bianca
- Catherine Conet : Jessie
- David Manet : James
- Nessym Guetat : Miaouss
- Béatrice Wegnez : Oakley
- Jennifer Baré : Annie
- Jean-Daniel Nicodème : Narrateur

### Voix québécoises
- Sébastien Reding : Ash
- Kim Jalabert : Misty
- Martin Watier : Brock
- Catherine Brunet : Bianca
- Antoine Durand : James
- Christine Séguin : Jesse
- Céline Furi : Oakley
- Violette Chauveau : Annie
- François Sasseville : Meowth
- Gérard Delmas : Lorenzo
- Yves Corbeil : Narrateur

## Commentaire

### Autour du film
- La ville d'Alto Mare où se déroule le film est inspirée de la ville de Venise en Italie.
- C'est le premier film à présenter la mort permanente d'un pokémon, à savoir Latios.
- Il s'agit du premier film où Jessie, James et Miaouss ne rencontrent pas Sacha et Pikachu.
- L'antagoniste du film 2, le collectionneur, fait un caméo dans ce film. En effet, il apparait dans un livre que lisent les deux voleuses en prison pendant le générique de fin.
- Ce fut le dernier film Pokémon à passer au cinéma aux États-Unis jusqu'au film 14. En effet, l'échec de ce film au box-office américain a entrainé la sortie des films suivants directement en DVD.

### Différences entre les versions japonaise et occidentale
- Dans la version japonaise les deux voleuses n'ont aucun lien avec la team rocket.
- La version occidentale a coupé une partie du prologue où les deux voleuses lisent la légende de la ville d'Alto Mare. Cette scène expliquait les origines de Latios, Latias et de la rosée d'âme, mais aussi révélait en partie pourquoi il y a deux latios à la fin du film.